# Monumento ai caduti delle due guerre mondiali (Fiano Romano)
Il Monumento ai caduti delle due guerre mondiali di Fiano Romano è un monumento dedicato ai fianesi, militari e civili, caduti nelle due Guerre Mondiali.

## Descrizione
Il monumento, collocato nel Parco delle Rimembranze in Via Luigi Giustiniani a Fiano Romano, è un pilastro in travertino che si presenta, nella parte frontale, in forma di ara con alla sommità una corona d'alloro in bronzo, in basso un festone anch'esso in bronzo ed ai suoi lati due protomi leonine e armi, sempre in bronzo.
Nella parte retrostante, ad un livello differente, è collocato lo stemma del Comune di Fiano Romano e sotto è addossato il bacino di una piccola fontana.
Al centro del pilastro sono incisi i nomi dei Cittadini Fianesi caduti nella Prima Guerra Mondiale mentre sulle due lapidi, aggiunte successivamente, collocate di fronte e ai lati del pilastro quelli dei caduti e dei dispersi, civili e militari, nella Seconda Guerra Mondiale.

Nell'incisione centrale, prima dei nomi dei caduti, è riportata la frase:
Fiano Romano
ai suoi soldati che gettarono
come scoria la carne caduca
affinché le generazioni future
avessero più grande e sicura
la Patria
Il monumento, commissionato dal Comune di Fiano Romano, fu progettato e realizzato tra il 1919 e il 1924 dall'architetto Edgardo Negri e dallo scultore Enrico Brai, di cui sono incisi i nomi sull'opera. 
Originariamente, come mostrano foto dell'epoca, il monumento era collocato in Piazza Matteotti di fronte alla Chiesa Santo Stefano Nuovo e fu successivamente spostato nell'attuale posizione quando fu realizzato il Parco delle Rimembranze negli anni 50 del XX secolo.
L'opera è tutelata dalla Soprintendenza per i Beni Storici Artistici ed Etnoantropologici del Lazio e censita nel progetto Grande Guerra dei Beni Culturali.

## Restauro
Nel marzo 2023 il Comune di Fiano Romano diede incarico ad una azienda specializzata per la riqualificazione ed il restauro del monumento per un importo di circa 20.000 euro.